# 고카역
고카역(일본어: 甲賀駅, こうかえき)은 일본 시가현 고카시에 있는 서일본 여객철도의 철도역이다.

## 역 구조
상대식 승강장 2면 2선 형태의 지상역이다. 교상역사를 가지고 있다.

### 승강장
| 1 | ■ 구사쓰 선 | 쓰게 방면              |
| 2 | ■ 구사쓰 선 | 기부카와 · 구사쓰 방면 |

## 역사
- 1904년 3월 1일 - 간사이 철도의 쓰게 역 ~ 후카와 역 사이에 개업.
- 1907년 10월 1일 - 간사이 철도의 국유화에 따라 국유철도의 소속이 되었다.
- 1987년 4월 1일 - 민영화에 따라 동일본 여객철도의 소속이 되었다.

## 인접역
| 서일본 여객철도 구사쓰 선 | 서일본 여객철도 구사쓰 선 | 서일본 여객철도 구사쓰 선 |
| ------------------------- | ------------------------- | ------------------------- |
| 아부라히 쓰게 방면        | ■ 구사쓰 선 보통          | 데라쇼 구사쓰 방면        |